# Fiat 127 Moretti Midimaxi
La Fiat 127 Moretti MidiMaxi est une voiture de plage, une spiaggina selon la définition italienne d'une voiture pour les loisirs, le plein-air et les balades durant l'été. En déposant la banquette arrière, elle se transforme en une voiture deux-places pour un usage utilitaire. Elle n'a été commercialisée qu'en version deux roues motrices à l'avant, jamais en quatre roues motrices (4x4). Elle était la concurrente de la Fiat 127 Fissore Scout et de la Citroën Méhari contre laquelle elle présentait un sérieux avantage avec ses portières étanches et ses vitres descendantes. 
Dans le monde des automobiles italiennes, le segment des voitures de plage est incontournable. Ce sont des petites voitures souvent sans toit ni portes qui permettent de profiter du climat favorable de la péninsule lors des ballades, de rouler les cheveux au vent… , des voitures idéales sur les lieux de villégiature, pour se promener en bord de plage. C’est en Italie que ce type d’automobile est né, aidé par la multitude d’artisans carrossiers qui ont su transformer les nombreuses petites voitures présentes sur le marché, dont Fiat a toujours été le spécialiste.
La Fiat 127 Moretti Midimaxi a été produite de 1972 à 1984, en deux séries suivant l'évolution de la Fiat 127 qui lui servait de base mécanique. Le véhicule pouvait recevoir une fermeture de la partie arrière en toile imperméable ou un hard top en polyester renforcé de fibres de verre. 
La voiture a été homologuée sous la référence FIAT-Moretti 127A Midimaxi, construite sur le châssis Fiat 127 A12.400. Structurellement, Moretti a conservé la plateforme et toute la mécanique d'origine de la Fiat 127, mais a remplacé la carrosserie par des éléments plus angulaires et un système de couverture modulaire. Une partie de la face avant de la Fiat 127 a été conservée : le capot, la calandre, les pare-chocs et les phares. 
Comme tous les véhicules Fiat, la robustesse et la simplicité de construction est une de ses caractéristiques fondamentales. La Moretti Midimaxi reprend la mécanique éprouvée, très fiable et sobre de la Fiat 127, moteur type 100GL de 903 cm3 développant 47 ch DIN avec une boîte de vitesses à 4 rapports.
Un peu plus de 200 de ces petites voitures ont été fabriquées. La Fiat 127 Moretti Midimaxi était en concurrence avec la Fiat 127 Fissore Scout qui utilisait la même base mécanique mais qui présentait un niveau de finition plus élaboré et une carrosserie plus gracieuse, moins anguleuse.
La Fiat 127 Moretti Midimaxi a été déclinée en trois générations, suivant l'évolution de la Fiat 127.
Une version plus petite mais toujours dans le même style, construite sur la base de la Fiat 126 et appelée Fiat 126 Moretti Minimaxi est également présentée. Une petite production sous licence par un constructeur en Grèce a été réalisée.